# Praia de Taquarinhas
Praia de Taquarinhas is een strand in de Braziliaanse deelstaat Santa Catarina, in de gemeente Balneário Camboriú. 